# Plangitan
Plangitan is een bestuurslaag in het regentschap Pati van de provincie Midden-Java, Indonesië. Plangitan telt 3399 inwoners (volkstelling 2010).